# جغدک نواری آسیایی
جغدک نواری آسیایی (نام علمی: Glaucidium cuculoides) گونه‌ای از جغدهای کوتوله است که بومی جنگل‌های معتدل جنوب چین (جنوب غربی، جنوب مرکزی و بخش‌هایی از شرق چین)، بخش‌های شمال شرقی شبه‌قاره هند (هیمالایای بیرونی و شمال شرق هند، نپال، بوتان) و شمال بنگلادش) و سرزمین اصلی آسیای جنوب شرقی (میانمار، تایلند، کامبوج، لائوس و ویتنام) است.